# Marvin van der Pluijm
Marvin van der Pluijm (Raamsdonksveer, Geertruidenberg, 11 de gener de 1979) va ser un ciclista neerlandès que fou professional del 2002 al 2008.

## Palmarès
- 2002
  - Vencedor d'una etapa a l'OZ Wielerweekend
- 2003
  -  Campió dels Països Baixos en ruta sense contracte
  - 1r a la Ronda van Midden-Nederland
- 2004
  - 1r al Ster van Zwolle
  - 1r a l'Omloop der Kempen
  - 1r a la Noord Nederland Tour (juntament amb 21 ciclistes)
  - Vencedor d'una etapa a l'Olympia's Tour
  - Vencedor d'una etapa a l'OZ Wielerweekend
  - Vencedor d'una etapa a la Volta a Tarragona
- 2005
  - Vencedor d'una etapa a l'Olympia's Tour
  - Vencedor d'una etapa a la Volta a la província de Namur
  - Vencedor d'una etapa a la Volta a Tarragona
- 2006
  - 1r al Ster van Zwolle
- 2007
  - 1r a la Parel van de Veluwe